# Evaldas Razulis
Evaldas Razulis (Mažeikiai, 3 aprile 1986) è un allenatore di calcio ed ex calciatore lituano, di ruolo attaccante.